# 48 годин Сюржеру
48 годин Сюржеру (ультрамарафон) - одна з найвизначніших подій в міжнародному календарі ультрамарафону нашого часу. Розпочатий за ініціативою Жан-Жіля Бусіке, він проводився в 1985-2010 (крім 1999) в Сюржері, Франція. Учасники допускалися тільки за запрошенням; більшість світових рекордів (абсолютні та вікові) на 48-годинний дистанції і кілька на проміжних були встановлені тут.
У 1991 році першим з радянських бігунів переміг Валерій Губар (Ярославль) - 427,561 км. Після нього бігуни з пострадянських держав неодноразово показували тут високі результати. У 2005 Ніна Мітрофанова (Харків) показала 347.431 км (рекорди України для жінок та абсолютний).

## Рекорди змагань
- (ч) Яніс Курос  Австралія, 473,495 км WR (1996)
- (ж) Суміе Інагакі  Японія, 397,103 км WR (2010)